# KkStB 270 sorozat
A Császári és Királyi Osztrák Államvasutak (kkStB) 270 sorozatú mozdonyai tehervonati gőzmozdonyok voltak, melyből a Déli Vasút magyarországi jogutódja, a Duna–Száva–Adria Vasút (DSA) is beszerzett néhány példányt és e vasút állami kezelésbe vételével a mozdonyok a MÁV-hoz kerültek, ahol a 403 sorozatjelet kapták.

## A 270 sorozat Ausztriában
A 170-es sorozat és a túlhevítős változata megjelenése között 20 év telt el, mivel a hadsereg előnyben részesítette az egyszerű szerkezetű telítettgőzű mozdonyokat. Először 1915-ben Johann Rihosek, Karl Gölsdorf helyettese készítette el a túlhevített gőzű ikergépes változat tervét. A kivitelező az Első Cseh- Morva Gépgyár volt. Ahogyan az Ausztriában szokásos volt, a túlhevítőfelület elég kicsi volt, mivel attól tartottak, hogy a hazai kenőolajok a magas hőmérsékleten nem felelnek meg. A 270-es vonóereje a  170-esénél nagyobb volt, képes volt 1220 t vonatot 60 km/h sebességgel továbbítani. A 170-es két gőzdómja és összekötőcsöve helyett egy gőzdómot és két homokdómot kapott.
A háború kitörése miatt 1917-ig hét mozdony készült el a gyárban. A háború végéig 27 db épült belőlük. 1920-ig a BBÖ-nek sorozatban készültek, 1922-ig összesen 100 állt szolgálatba. 1938-ban a DRB a teljes állományt átvette és beszámozta őket az 56.3401−3500 pályaszámtartományba.  A második világháború után már csak 25 db maradt Ausztriában melyeket az Osztrák Szövetségi Vasutak az ÖBB 156 sorozatba osztott be. 15 mozdonyba Giesl-Ejectort szereltek. Az ÖBB a sorozat utolsó mozdonyát 1968-ban selejtezte. Az ÖBB 156.3423-et megőrizték (ex kkStB 270.125).

## A 270-es sorozat Csehszlovákiában

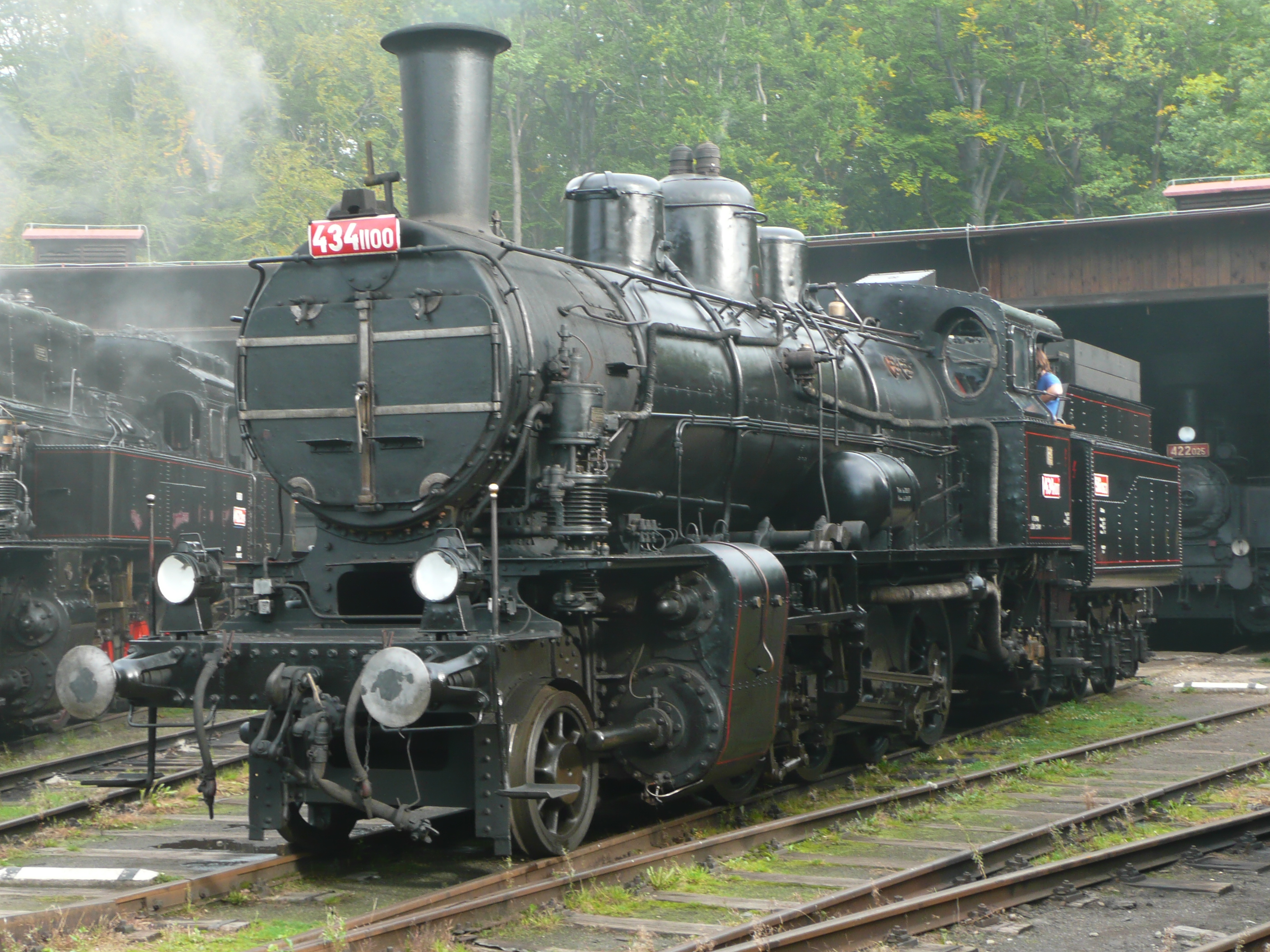
A ČSD 434.1100 pályaszámú mozdonya Lužná u Rakovníka vasúti múzeumában

A 270 sorozat egy része az első világháború után az újonnan megalakult Csehszlovákiához került. A Csehszlovák Államvasutak (ČSD) 1919 után további 119 mozdonyt építtetett. Ezeket elsősorban az osztrák tulajdonú mozdonygyárak -  Bécsújhely és Floridsdorf – szállította, 1920-tól azonban szinte valamennyi cseh mozdonygyár részt vett a gyártásban. 1924-től a mozdonyok új sorozatjelet kaptak a 434.1  sorozatot képezték. Az utolsó mozdony, a 434.1165 1930-ban állt szolgálatban. A mozdonyoknak jellegzetes megjelenést adott a hagyma alakú karimás kémény, a három dóm a kazánközépen és a mozdonysátor.
A második világháború után 34 db ÖBB eredetű mozdony maradt Csehszlovákiában, úgyhogy a mozdonyállomány ezekkel 199 db-ra nőtt. Fő alkalmazási területük a tehervonati- és tolatószolgálat volt amíg a T 458.1 sorozatú dieselmozdonyok (ma 721 sorozat) ki nem szorították őket. Az utolsó 434.1-est 1970-ben vonták ki az aktív szolgálatból. Az utolsó üzemképes mozdonyt a 434.1181-t 1976. március 16-án selejtezték.
A 434.1100 –et (amit a Skoda-Művek elsőként gyártott) üzemképes múzeumi mozdonyként a České dráhy (ČD) megőrizte, a 434.1128 pedig a Železnice Slovenskej republiky (Železnice Slovenskej republiky ŽSR) múzeumi mozdonya Zsolnán.

## A 270 sorozat a monarchia többi államában

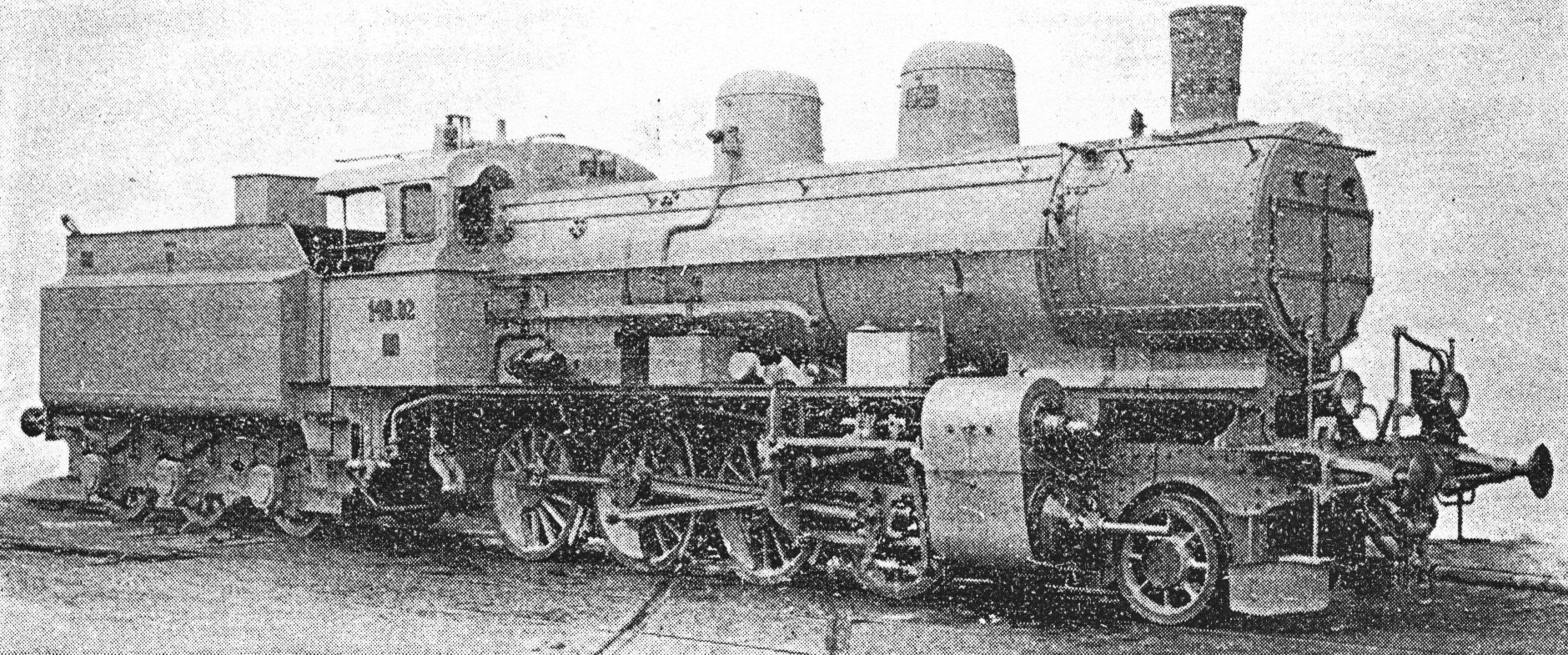
A DSA 140.02 pályaszámú mozdonya

A Floridsdorfi Mozdonygyár összesen 253 db 270-est szállított Lengyelországnak, ahol a Lengyel Államvasutak (PKP) a Tr 12 sorozatba osztotta be őket, Jugoszláviának (JDŽ 25), Olaszországnak  (FS 728) és Romániának (CFR 140). A PKP további mozdonyokat vásárolt a Bécsújhelyi Mozdonygyártól félkész állapotban lengyelországi összeszerelésre. Az I. bécsi döntést követően Csehszlovákia Magyarországra visszacsatolt területeiről a 434.1-esek a MÁV-hoz kerültek 403.6 sorozatként. Románia is vásárolt további mozdonyokat a sorozatból Csehszlovákiából a Skoda pilseni gyárától és Franciaországból a Schneider le Creusottól.  Ezen kívül a MÁVAG is épített nyolc db-ot a Duna–Száva–Adria Vasútnak amely a Déli Vasút utóda volt. Ezek a mozdonyok 1934-ben a vasút államosításával szintén a MÁV-hoz kerültek 403.5 sorozatként

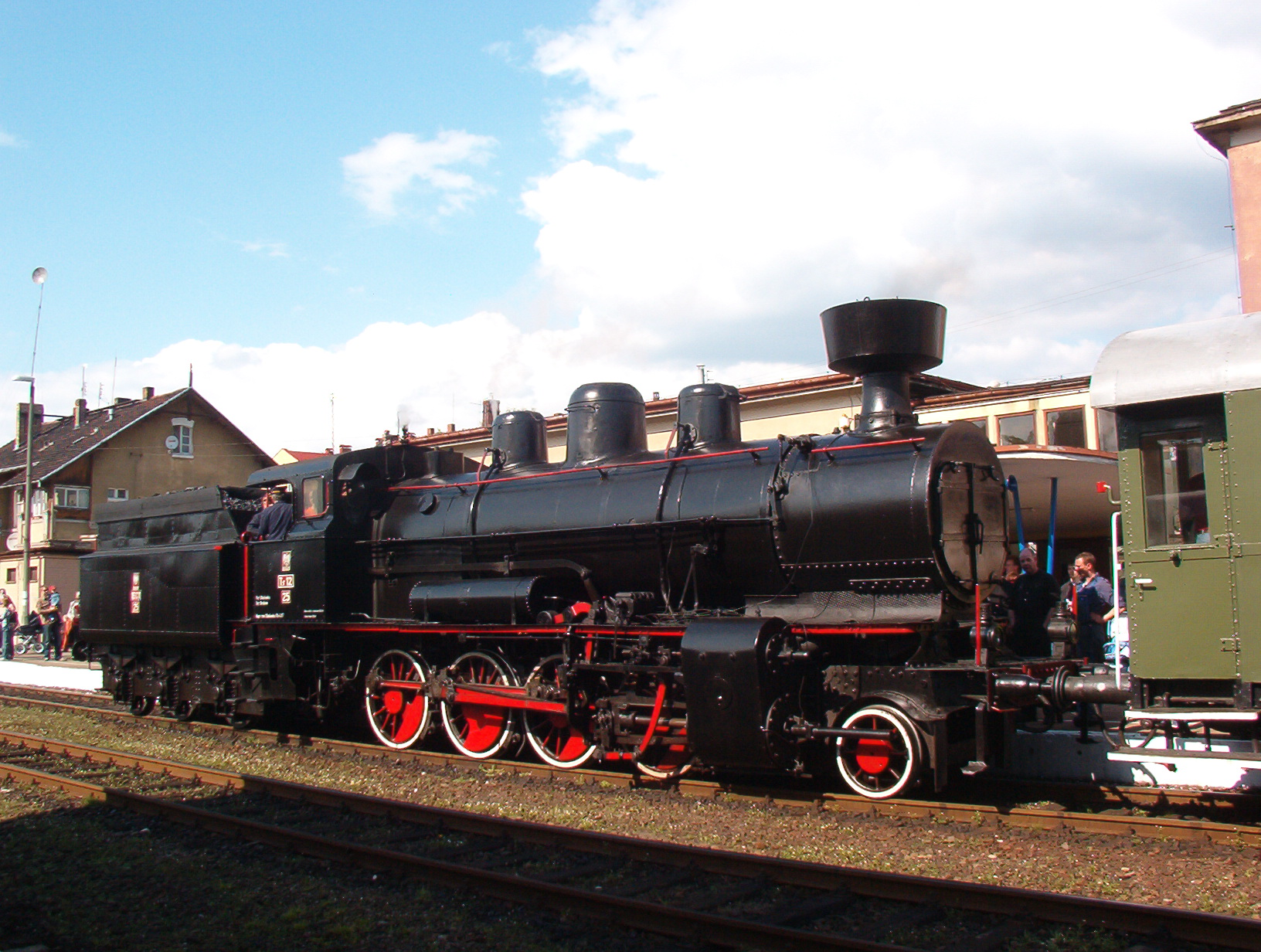
A PKP Tr12-25 pályaszámú mozdonya